# Arèola
|  | Per a altres significats, vegeu «Arèola (desambiguació)». |

En anatomia, el terme arèola (del llatí areola, diminutiu d'area, «lloc obert») es fa servir per a descriure qualsevol àrea circular petita, com per exemple la pell acolorida que envolta el mugró. També es fa servir per a descriure altres àrees circulars com la que envolta un punt o zona inflamats.

## Glàndules
La pell de l'arèola és una mica més aspra que la resta del pit, i s'hi troben els conductes de les glàndules mamàries. Observant un mugró adult detingudament es poden localitzar entre 15 i 20 petites obertures (conductes lactífers) disposades al seu voltant d'on surt la llet durant la lactància. Hi ha altres obertures que són les glàndules sebàcies (glàndules de Montgomery), que produeixen certa lubricació oliosa durant l'alletament.

## Color i mida
No totes les arèoles tenen el mateix color, sinó que comprenen la gamma que va des del rosa clar fins al marró fosc, depenent del color de la pell de cada persona, havent-hi variacions fins i tot dins de la mateixa persona. Durant l'embaràs tendeix a enfosquir-se, recuperant el seu antic to un cop que s'ha produït el naixement, encara que acostuma a quedar-se amb la nova coloració. La mida també varia, no totes les arèoles són iguals. S'estableix la mida mitjana entre els 15 i els 40 mil·límetres de diàmetre. W. Masters i V. Johnson, prestigiosos sexòlegs nord-americans van arribar a la conclusió, després de molts anys d'estudi sobre el cos de la dona, que la mida de l'arèola no va en consonància amb el volum de la mama. Així, es pot donar el cas de grandes volums amb petites arèoles i viceversa. Van establir els següents valors per a definir-ne la mida normal:
- Arèola petita: entre 1 i 2 centímetres de diàmetre
- Arèola mitjana/normal: entre 2 i 4 centímetres de diàmetre
- Arèola gran: de 4 a 6 centímetres
- Arèola gegant: més de 6 centímetres.

Sobre un estudi de 1.600 dones, la mida mitjana va quedar establerta en 40 mil·límetres.

## Zona erògena
La zona que ocupa el mugró i l'arèola és una de les qualificades com a erògenes: és molt sensible a les carícies i recórrer-la amb la llengua pot resultar molt estimulant, per la qual cosa hom l'inclou dins dels jocs eròtics previs a una relació sexual.